# مدل محاسباتی
مدل‌های محاسباتی (Computational models) به مدل‌های ریاضی مورد کاربرد در علوم محاسباتی گفته می‌شود.
مهمترین ویژگی این‌گونه مدل‌ها پیچیدگی و کارایی فراوان آن‌ها است، که خود از پیچیدگی پدیده‌ها و مسائل مورد مطالعه در حوزهٔ علوم محاسباتی سرچشمه می‌گیرد.